# السرب 133 (إسرائيل)
تشكل السرب 133 التابع للقوات الجوية الإسرائيلية، المعروف أيضاً باسم سرب الذيل المزدوج (بالعبرية:אבירי הזנב הכפול)، في 1 أبريل 1976. وهو سرب طائرات مقاتلة طراز إف-15 إيغل إيه/بي/دي (باز) يتمركز في قاعدة تل نوف الجوية.

## معرض الصور

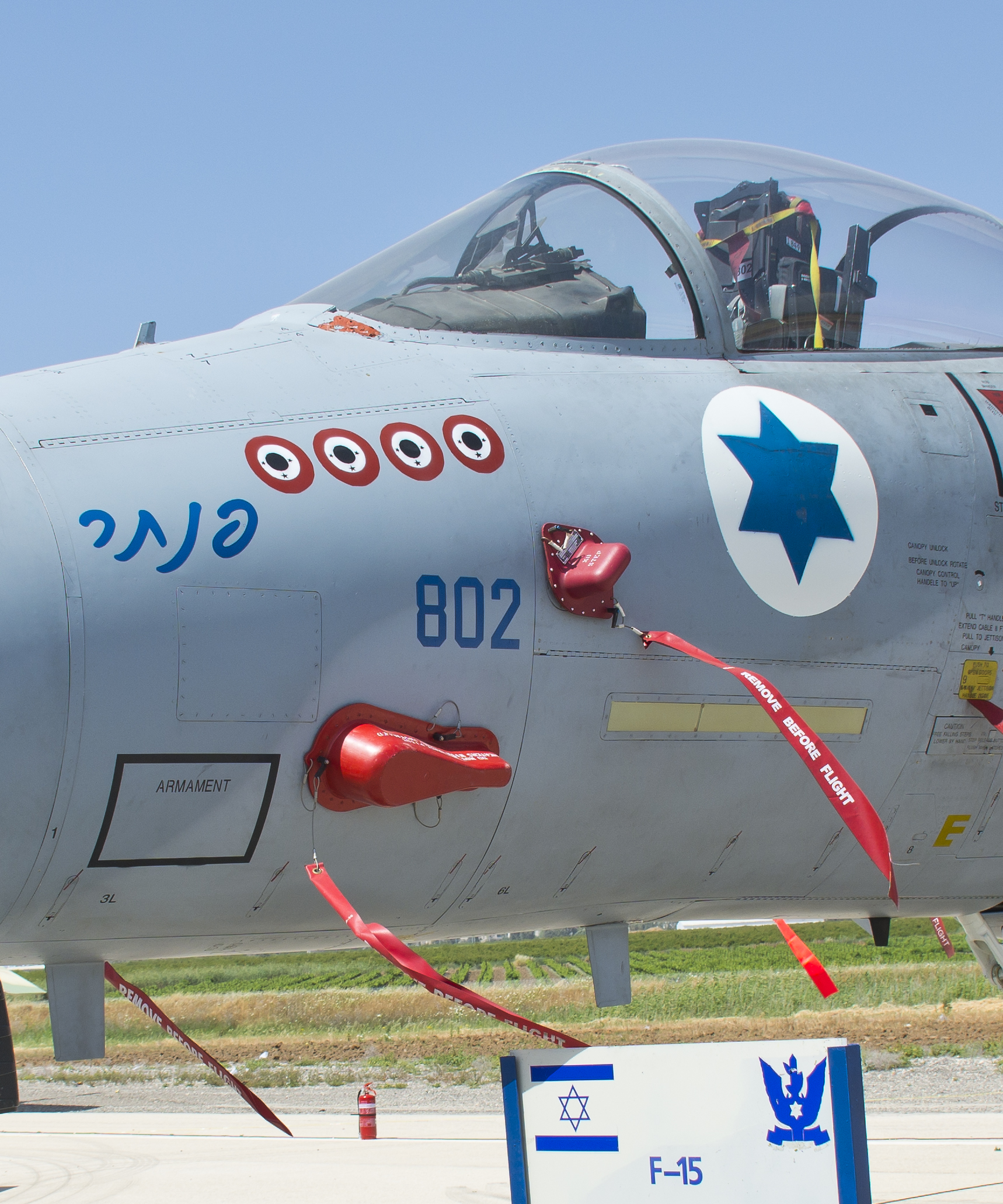
إف-15 تابعة للسرب 133 وعليها أربع شارات لطائرات سورية أسقطتها، موجودة في متحف القوات الجوية الإسرائيلية بحتسريم
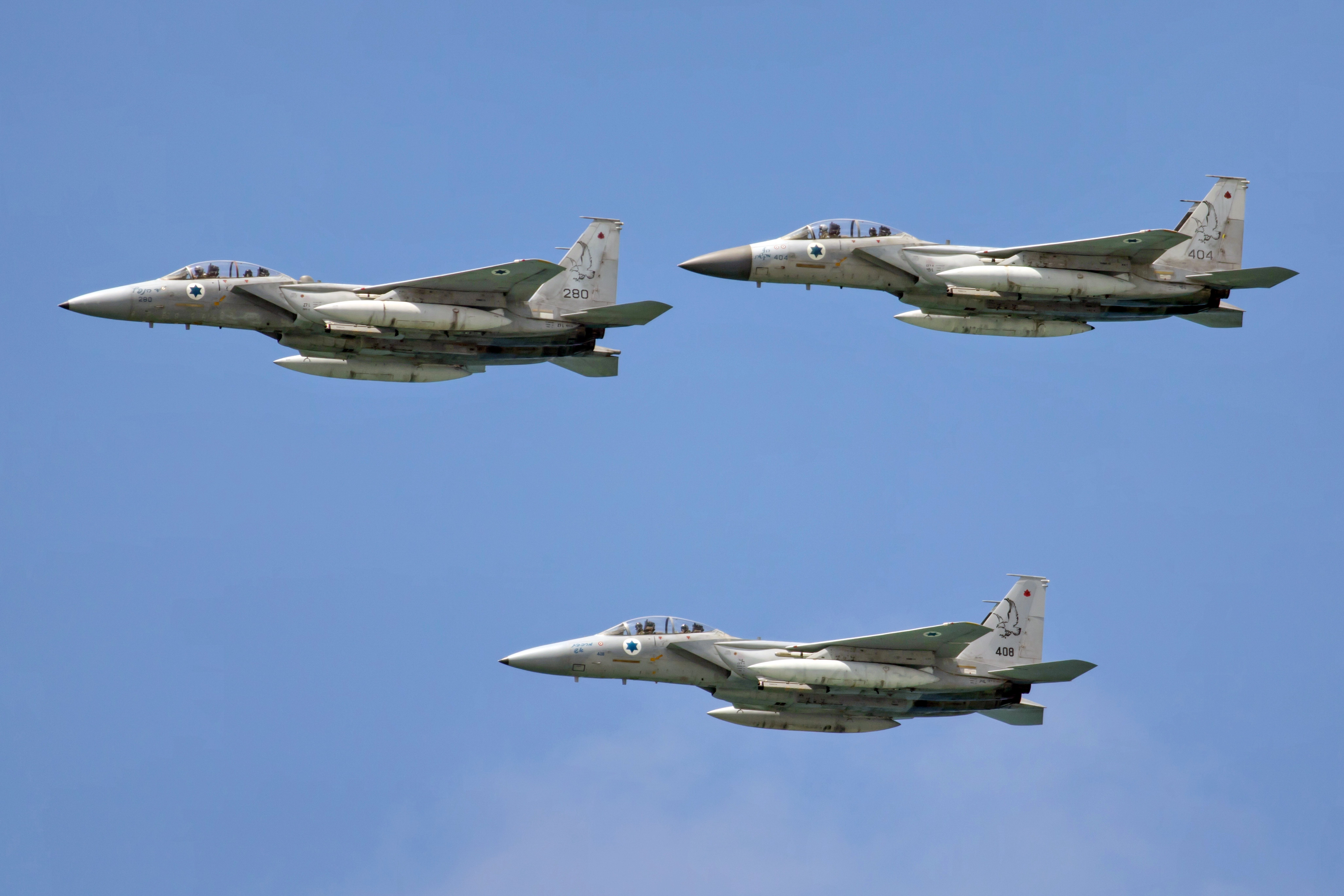
مقاتلات إف-15 إيغل (باز) تابعة للسرب 133 خلال احتفالات إعلان الاستقلال